# Vrijeme nježnosti (1983.)
Vrijeme nježnosti (eng. Terms of Endearment) je  američka drama  Jamesa L. Brooksa prema romanu  Larryja McMurtryja.
Lik  Jacka Nicholsona, astronaut Garrett Breedlove, ne pojavljuje se u romanu. Uloga je napisana za  Burta Reynoldsa, ali je on već radio na drugom filmu, pa je ona predana  Jamesu Garneru. Garner se svađao s redateljem zbog različitih intepretacija, pa je uloga konačno pripala Nicholsonu. Debra Winger i Sissy Spacek bili su originalni izbori za uloge majke i kćeri.

## Radnja
Film govori o odnosu majke i kćeri i njihovoj neuspješnoj potrazi za ljubavlju.
Počinje s novorođenom Emmom u njezinoj kolijevci, kako spava. Njezina majka, Aurora, ulazi kako bi je provjerila te ne vjeruje da je njezino dijete živo sve dok se beba ne probudi i počne plakati.

## Predstava
Dramatičarka Rebecca Gilman napisala je o Vremenu nježnosti: "Pogledajte u Vrijeme nježnosti. Gledamo i gledamo, ali tu zapravo nema radnje. Tada... oh, ona dobiva rak. To se uvijek događa kad ljudi ne znaju što bi napravili, a mislim da je to u tim slučajevima prečac do tragedije."

## Nastavak
1996. je snimljen nastavak Večernja zvijezda, s MacLaine i Nicholsonom koji su reprizirali originalne uloge.

## Glavne uloge
- Shirley MacLaine - Aurora Greenway
- Debra Winger - Emma Greenway Horton
- Jack Nicholson - Garrett Breedlove
- Danny De Vito - Vernon Dalhart
- Jeff Daniels - Flap Horton
- John Lithgow - Sam Burns

## Vanjske poveznice
- Vrijeme nježnosti u internetskoj bazi filmova IMDb-a